# Can Parramon
Can Parramon és un mas protegit com a bé cultural d'interès nacional dins del nucli urbà de la població de Ventalló, a la part de llevant del terme, a la cantonada formada pels carrers del Pou i del Mar.. La masia fortificada de Can Parramon va ser construïda en el segle xvii, i ha conservat fonamentalment el seu caràcter original, tot i les modificacions que s'hi han efectuat al llarg del temps (porxada lateral…).
Masia de grans dimensions, formada per diversos cossos adossats que li proporcionen una planta irregular. L'edifici principal està format per tres cossos rectangulars adossats en paral·lel, amb les cobertes de dues vessants de teula, i un cos adossat en perpendicular a la resta, amb la coberta d'un sol vessant. Està distribuït en planta baixa i dos pisos, amb un petit altell al centre de la construcció. La façana principal, que té un ampli jardí a la part davantera, presenta un portal d'accés d'arc de mig punt adovellat, emmarcat per dos grans contraforts atalussats. A la clau hi ha esculpit l'escut dels Parramon. Les obertures dels pisos són en general rectangulars, emmarcades amb carreus de pedra i amb les llindes planes, algunes amb guardapols superior i motllures decoratives. A l'extrem de llevant hi ha una finestra de mig punt al pis i una garita construïda amb maó, amb espitlleres i coberta piramidal. Es troba assentada damunt d'un cossi de pedra format per cinc cercles en gradació decreixent. La façana lateral, amb accés directe des del carrer a través del jardí, presenta una gran porxada d'arcs de mig punt amb pilars de maó. A la part posterior, l'edifici presenta un altre cos adossat, envoltat d'un petit jardí, amb accés directe des la Plaça Major de Ventalló. Les obertures d'aquesta part de l'edifici també es troben emmarcades amb carreus de pedra, amb el portal d'arc rebaixat adovellat. Al costat, destaca un escut probablement restituït. Hi ha altres edificis annexos aïllats a l'interior de la finca.
La construcció està bastida amb pedra de diverses mides, lligada amb abundant morter de calç i amb alguna refecció efectuada amb maons. Els contraforts, en canvi, estan bastits amb carreus ben escairats. El cos posterior està arrebossat i pintat de color groc.